# Frozen Money
Frozen Money (Originaltitel Numb) ist ein kanadischer Thriller aus dem Jahr 2015 von Jason R. Goode.

## Handlung
Ein unter Frostbrand leidender Patient ist in einem Krankenhaus zu sehen, wie er von einer Polizistin befragt wird. Daraufhin erfolgt ein Szenenwechsel und zeigt einen Rückblick.
Das Ehepaar Will und Dawn Evans ist von seinem Zuhause in Vancouver in eine entfernte Stadt gefahren, um einen neuen Job für Will zu suchen. Die beiden haben Geldprobleme, stehen vor der Zwangsvollstreckung ihres Hauses und haben außerdem Geldschulden gegenüber Dawns Vater. Nachdem Will den Job nicht bekommt, da die Planstelle wie er von seinem Kumpel Pete erfährt gestrichen wurde, treten sie die lange Fahrt nach Hause an. Bei Temperaturen unter dem Gefrierpunkt sehen sie zwei unangemessen gekleidete Anhalter, die Geschwister Lee und Cheryl. Sie nehmen die beiden mit. Lee ist freundlich, aber Cheryl ist von Anfang an feindselig; beide machen keinen Hehl aus ihrer zwielichtigen Vergangenheit und moralischen Ambiguität: Lee saß eine Gefängnisstrafe ab, Cheryl arbeitete nach eigener Aussage als Prostituierte.
Die Nacht bricht herein und Will, der fährt, ist der einzige im Auto, der noch wach ist. Plötzlich taumelt ein Mann vor das Fahrzeug. Will vermeidet eine Kollision, indem er auf die Bremse tritt. Der Mann ist stark unterkühlt und verstirbt, ehe der gerufene Krankenwagen erscheint. Lee schnappt sich die Tasche des Toten, nimmt sich einen großen Geldbetrag, den er als karmische Belohnung ansieht, und entnimmt seinem Ausweis, dass es sich bei dem Toten um einen gewissen Cormac Leith handelt. Cheryl findet in Cormacs Tasche eine Notiz, die Will als geografische Koordinaten identifiziert.
Die Polizei spricht mit den vier Reisenden, die sämtliche Kenntnisse oder Verbindungen zu dem Toten abstreiten. Aufgrund von Glatteis verzögert sich ihre Weiterfahrt. Daher übernachten sie in einem Motel. Dort versucht Cheryl im Internet Informationen über Cormac Leith zu erhalten und erfährt, dass er vor kurzem nach einer langen Gefängnisstrafe entlassen wurde und der einzige Überlebende eines Banküberfalls ist. Bei dem Verbrechen wurden Goldmünzen im Wert von vier Millionen Dollar entwendet. Die vier vermuten, dass Cormac seinen Tod fand, als er versuchte, sich die Beute zu krallen. Cheryl stiehlt ein GPS-Gerät und sie stellen fest, dass die Koordinaten zu einem nur 30 Meilen entfernten Ort führen.
Lee und Cheryl sind sofort scharf auf das Gold. Will und Dawn sind zögerlicher, sehen es aber schließlich als einen Ausweg aus ihren erdrückenden Schulden. Am nächsten Morgen fahren die vier zunächst hoffnungsfroh in Richtung des angeblichen Zielortes. Leider ist die weitere Strecke mit dem Auto nicht befahrbar, sodass sie den Großteil zu Fuß zurücklegen müssen. Aufgrund unzureichender Kleidung, gegenseitigen Misstrauens und unerwarteten Terrains ist die Gruppe zusehends erschöpft. Auch als Will mit dem Kampfmesser, das Lee mitführt, Schneeschuhe aus Ästen herstellt, kommen sie nur langsam voran. Während die Temperaturen sinken und ihre Überlebenschancen schwinden, sind sie sich uneinig, ob und wie es weitergeht, da sie eine Klippe hinabsteigen müssen, zumal Dawn  unter schrecklicher Höhenangst leidet. Während sie in einer alten Hütte Schutz für die Nacht suchen, taucht ein Trapper auf, der dort lebt. Er ist ihnen wenig wohlwollend gegenüber und bezichtigt sie der Lüge. Erst als Dawn ihm beichtet, was sie vorhaben, können sie die Hütte verlassen.
Nachdem sie die Klippe überwunden haben, merkt Will nach einiger Zeit, dass er an Erfrierungen und Unterkühlung leidet und daran zu sterben droht, und kehrt nach einem Streit mit Dawn alleine Richtung Auto zurück. Dawn geht mit Cheryl und Lee weiter zum vermuteten Fundort des Schatzes, die drei finden tatsächlich die Goldmünzen und befüllen ihre Kleidung mit so vielen Geldstücken, wie sie tragen können.
Dawn kämpft mit einer zunehmend irrationalen Cheryl und macht sich allein auf den Weg, um zum Highway zurückzukehren. Cheryl besteht darauf, eine schwere Truhe mit Münzen zu ziehen, was das Vorankommen für sie und Lee erschwert. Will findet derweil Schutz in der Hütte des Trappers, wo er diesen tot auffindet. Cheryl hatte vor dem Rauswurf aus der Hütte bei einem Toilettengang Rattengift in den danebenstehenden Alkohol getan. Aus Angst um seine Frau, da er vermutet, dass auch Dawn ermordet werden könnte, ergreift Will die Waffe und das Schneemobil des Trappers und macht sich auf den Weg, um sie zu retten.
Cheryl verliert aufgrund ihrer Unterkühlung das Bewusstsein und liegt im Sterben. Wütend darüber, dass Dawn sich weigerte, Cheryl am Ende zu helfen, verfolgt Lee Dawn mit Rachegedanken. Will erreicht derweil einen Klippenrand, wo er Lee in der Ferne erblicken kann. Er sieht, wie er Dawn bewaffnet mit einem Messer verfolgt. Er versucht Lee mit dem Gewehr des Trappers zu erschießen, verliert ihn aber aus dem Visier. Daraufhin seilt er sich mit letzter Kraft von der Klippe ab, stürzt jedoch leicht und wird auch aufgrund der Kälte später bewusstlos.
Lee holt Dawn schließlich ein und attackiert sie. Sie schafft es, ihn umzuwerfen. Lee stürzt unglücklich auf den Kopf, was seinen Tod bedeutet. Dawn, die das paradoxe Hitzegefühl einer Hypothermie im Spätstadium zu erleben scheint, zieht ihre Kleidung aus und bricht wenig später zusammen. Will kommt wieder zu Bewusstsein. Um auf sich aufmerksam zu machen, gibt er mit der Waffe des Trappers einen Luftschuss ab. Diesen hört Dawn und antwortet mit einer Signalpistole. Sie schaffen so, sich gegenseitig zu orten, haben allerdings zu wenig Kraft, um sich zu nähern.
Örtliche Rettungskräfte wurden jedoch auf den Schuss mit der Signalpistole aufmerksam. Will wird gefunden und gerettet. Er wacht mit schweren Erfrierungen im Krankenhaus auf und die Szene vom Anfang wird nun fortgesetzt. Er erfährt, dass seine Frau tot ist. Ein Polizist fragt ihn, warum er in die gefrorene Wildnis gegangen sei. Will antwortet, dass sie nach Gold gesucht haben. In einem Telefonat gibt die Polizistin Officer Stevens bestätigend vor, dass bei den Leichen von Lee, Cheryl und Dawn Gold gefunden worden sei und dass da draußen noch mehr sein müsse. Sie gibt preis, dass Cormac Leith als nicht identifizierter John Doe eingeäschert wurde, um so die Behörden zu verwirren. Sie plant augenscheinlich, das Gold selbst zu bergen.

## Hintergrund
Der Film wurde überwiegend in Vernon realisiert. Weitere Drehorte waren in Enderby, Lumby und Kelowna, ebenfalls in British Columbia.

## Rezeption
„Der Film wartet mit eindrucksvollen Landschaftsaufnahmen auf, stolpert aber erzählerisch über diverse logische Schlaglöcher.“

Justin Chang lobte in der Variety den Film dafür, dass er billige „Gotcha“-Schreckmomente bewundernswert vermeide, kritisierte jedoch den Mangel an auf lange Sicht steigender Suspense und Spannung: 

“Admirably avoiding cheap ‚gotcha‘ scares, ‚Numb‘ isn’t especially effective at mounting suspense and tension over the long haul, […].”

Ken Eisner lobte in The Georgia Straight die Wendungen und die beeindruckende Handhabung des Films durch den Regisseur Jason R. Goode und den Drehbuchautor Andre Harden, obwohl er einige Kritik an der mangelnden Charakterentwicklung der weiblichen Charaktere hatte.
Jill Wilson urteilte, dass der Film sich nicht entscheiden könne, ob er ein Winter-Überlebensfilm oder ein Film über einen vergrabenen Schatz sei. In Ersterem sei der Film einigermaßen gut, für Letzteres fehle aber ein besserer Einblick in die Motivation der Figuren und vor allem das Zuschauerinteresse daran: 

“It’s too bad Numb can’t decide if it’s a winter-survival movie or a buried-treasure movie. It’s not too bad at the former, but for latter to work, we’d need a better window into the characters’ motivations — and more importantly, we’d need to care.”

Auf Rotten Tomatoes hat der Film bei über 100 Publikumsbewertungen eine ordentliche Wertung von 69 %. Fünf der neun Kritiken sind positiv gestimmt. In der Internet Movie Database hat der Film bei über 2.800 Stimmenabgaben eine Wertung von 5,5 von 10,0 möglichen Sternen.